# Janet Sönnichsen
Janet Sönnichsen (geboren am 14. April 1973 in Rendsburg) ist eine deutsche Kommunalpolitikerin (parteilos). Sie ist seit 2021 Bürgermeisterin der Stadt Rendsburg.

## Leben
Sönnichsen wuchs in der Gemeinde Hörsten auf. Nach dem Abitur in Rendsburg studierte sie Volkswirtschaftslehre in Kiel. Seit 1998 arbeitete sie bei der Wirtschaftsförderungsgesellschaft des Kreises Rendsburg-Eckernförde. Ab 2009 war sie Geschäftsführerin der KielRegion GmbH.
Sönnichsen hat eine Tochter (* 2008).

## Politik
Als unabhängige Kandidatin wurde sie bei den Bürgermeisterwahlen in Rendsburg im Jahr 2020 von den Parteien CDU, FDP, Die Grünen und SSW unterstützt und gewann im ersten Wahlgang gegen den Amtsinhaber Pierre Gilgenast (SPD) mit 68,7 % der Stimmen. Sönnichsen wurde am 17. Dezember 2020 vom Stadtpräsidenten Thomas Krabbes vereidigt und ist seit dem 1. Januar 2021 im Amt. Die Amtszeit beträgt gemäß Hauptsatzung der Stadt Rendsburg 8 Jahre.